# Anomobryum drakensbergense
Anomobryum drakensbergense là một loài rêu trong họ Bryaceae. Loài này được van Rooy mô tả khoa học đầu tiên năm 1986.